# 毛利元敬
毛利 元敬（もうり もとあき、1930年（昭和5年）11月23日 - 2020年（令和2年）5月15日）は、毛利家宗家31代目当主（長州毛利家71代目）。防府毛利報公会会長。

## 経歴
旧制成蹊高等学校、成蹊大学政治経済学部を卒業。日本長期信用銀行や経済企画庁で勤務。後に第一ホテル取締役や防府毛利報公会会長を歴任。

## 家系
- 父：毛利元道
- 弟：福原元宏 - 福原氏養子
- 弟：毛利元保
- 弟：毛利元敦
- 妹：広沢妙子 - 広沢真信妻
- 妻：毛利直子 （旧姓:荻野）（1939年 - 2001年5月31日[2]）
  - 長女：六島晃子 - 六島大妻
  - 長男：毛利元栄